# It Berchebosk
It Berchebosk is een natuurgebied in de gemeente Opsterland in het oosten van de Nederlandse provincie Friesland.
Het gebied ligt even ten westen van Hemrik en ten noorden van de Opsterlandse Compagnonsvaart. Het gebied met enkele kunstmatige heuvels is ontstaan als gevolg van de turfwinning in de 18e eeuw. Rond 1760 werden er kanalen - de Opsterlands Compagnosvaart met zijkanalen - gegraven. Deze kanalen dienden voor zowel de afwatering van het gebied als voor de afvoer van turf. De vrijgekomen gronden werden als bulten verspreid in de omgeving. In It Berchbosk bevinden zich twee van deze bulten, de "Konijneberg" en de "Katteberg". Aan deze twee "bergen" dankt het bos zijn naam. Het bos is een zogenaamd sterrenbos, waarbij de paden naar een centraal punt in het bos lopen. Vanuit dit punt lopen vijf zichtassen naar de randen van het gebied.
Het bos met eiken, beuken, sparren, berken en hulst wordt beheerd door Staatsbosbeheer. Het bos, onderdeel van het project "Groene parels aan een blauw snoer", werd in 2011 opgeknapt. Met het "blauwe snoer" wordt het Koningsdiep in de omgeving van Beetsterzwaag bedoeld met als 'groene parels' een aantal natuurgebieden in de directe omgeving van het Koningsdiep ook wel Alddjip genoemd..

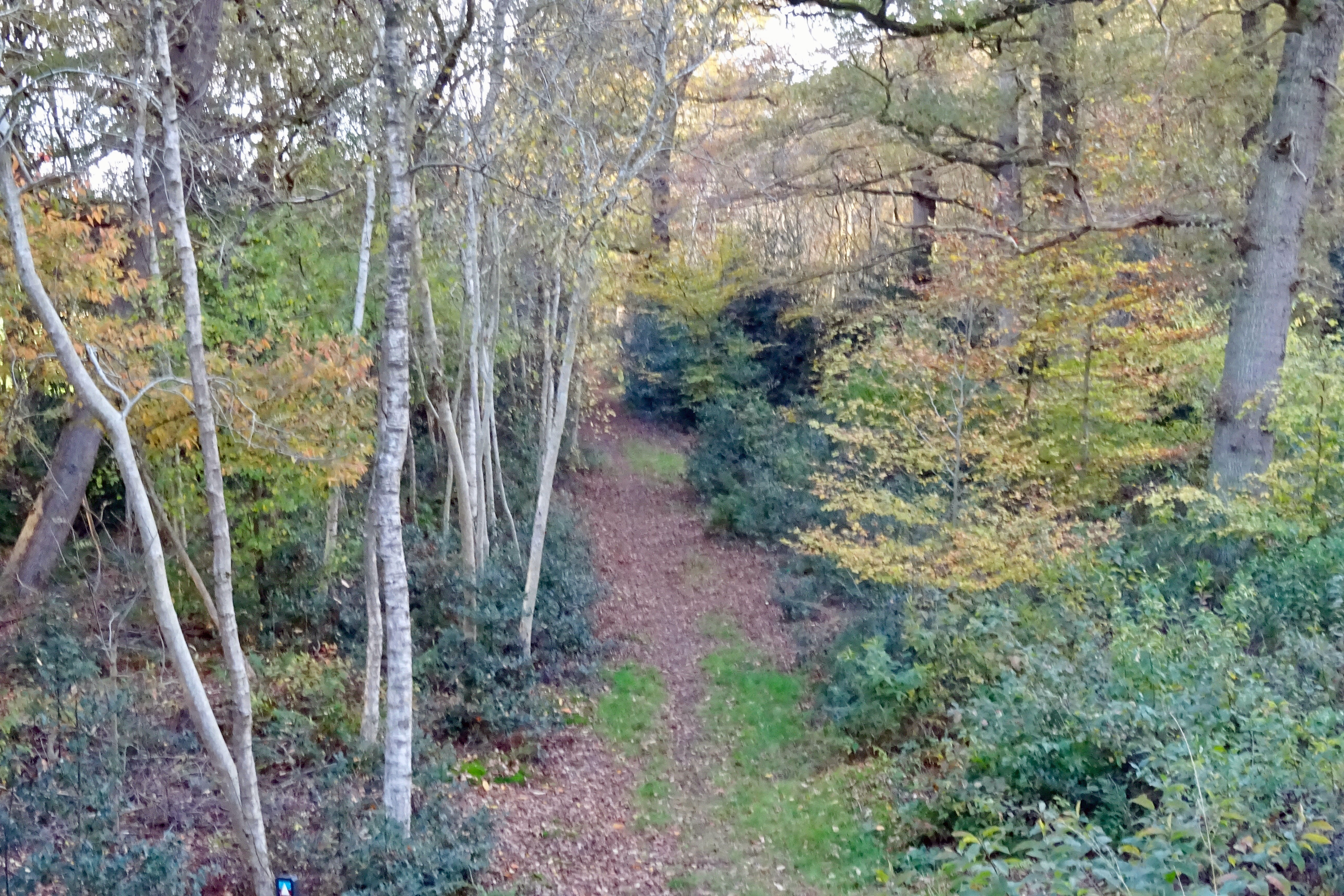
Een van de lanen in It Berchebosk
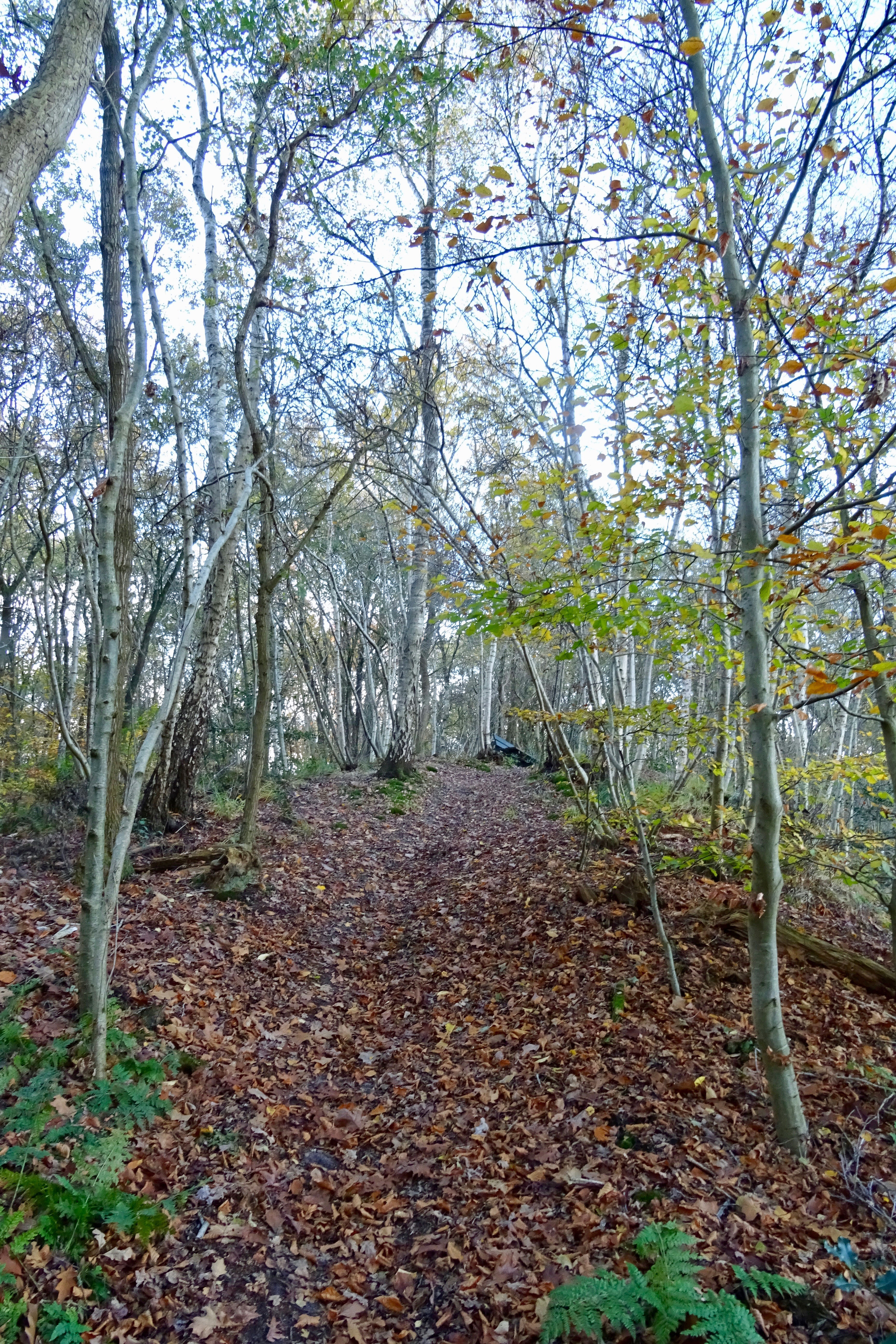
De "Katteberg" in It Berchebosk